# 太州会
太州会（たいしゅうかい）は、福岡県田川市に本部を置く指定暴力団。2023年末の時点での勢力は約100人（構成員:約70人、準構成員等:約40人）。福岡県内を専らの活動地としている。“川筋ヤクザの保守本流”として知られてきた。

## 来歴
田川市内の炭鉱労働者であった太田州春が1954年（昭和29年）頃に不良集団を集めて「太田グループ」という愚連隊を結成。この太田グループがやがて“太田組”と改称し、急速に勢力を伸ばした末に、1973年（昭和48年）をもって“太州会”へと改称、1991年（平成3年）に田中義人が二代目を襲名した。1993年（平成5年）に暴力団対策法に基づく指定暴力団となった。

## 情勢
本部所在地は福岡県田川市大字弓削田1314-1。北九州市の工藤会、久留米市の道仁会、福岡市の福博会、大牟田市の浪川会と並ぶ、福岡県内に本部を置く指定暴力団5団体のうちの一つである。工藤会、道仁会、熊本會とともに四社会という親睦団体を結成している。
2010年代後半、工藤会が頂上作戦により弱体化したが、2021年時点で福岡県警察本部は同県公安委員会にて「太州会については暴力団犯罪捜査課に専従の特捜班があり、取締り等を実施している」として、「（工藤会の代わりに）太州会が特段勢力を伸ばしている状況にはない」と発言している。
2021年9月7日、福岡県公安委員会は暴力団排除条例に基づき、日高博会長に対し縄張り維持などを目的とした組員の活動を1年間禁じる命令を出した。これは2020年12月と2021年4月に同組員が飯塚市内の飲食店にみかじめ料を要求したことを受けての措置。
2019年以降、太州会系組員らがイランから航空便で覚醒剤を密輸したところを泳がせ捜査で逮捕。さらに2022年にかけて傘下の山本組組長らが、桂川町に停めていた車の中に覚醒剤を隠し持っていたことが発覚して逮捕されるなど薬物関係の大型事件が相次いだ。

## 歴代会長
18歳で炭鉱の首領となったのち、前身にあたる「太州商店」を設立した太田州春が初代。太州会を率いて地元他組織を相手に抗争を展開し、不可能視されていた筑豊地方一帯の覇権を実現。以降、田中義人の二代目〜大馬雷太郎の三代目〜日高博の四代目〜と代を経てきた。

## 現最高幹部陣
- 会長 -  日高博（三代目飛竜会会長）
- 最高顧問 - 久保田俊英
- 若頭 - 原田久士
- 総本部長 - 田村正勝（田村組総裁）
- 組織委員長 - 日高斎寿
- 事務局長 - 野村裕二（野村組組長）
- 専務理事 - 田村竜介（二代目原田組組長）